# My Pokémon Ranch
 (janvier 2008).
Si vous disposez d'ouvrages ou d'articles de référence ou si vous connaissez des sites web de qualité traitant du thème abordé ici, merci de compléter l'article en donnant les références utiles à sa vérifiabilité et en les liant à la section « Notes et références ».
My Pokémon Ranch (みんなのポケモン牧場, Minna no Pokemon Bokujō, La prairie Pokémon de tous), est un jeu disponible sur le WiiWare de la Wii.
My Pokémon Ranch permet aux joueurs de transférer leurs Pokémon depuis les versions Pokémon Diamant et Perle dans un ranch via la connexion Wii-DS. Là, ils peuvent visualiser leurs Pokémon en 3D tout en permettant à leur Mii d'interagir avec eux.
Comme le jeu vise à utiliser une petite quantité de mémoire, le style graphique des Pokémon est très simplifié, proche de celui des Mii.
Comme les Mii dans la chaîne Mii, les Pokémon du ranch peuvent effectuer différentes actions, comme parler les uns avec autres. Les joueurs sont aussi capables de prendre des photographies instantanées de leurs Pokémon et de les transférer au format JPEG sur une carte SD ou de les envoyer à leurs amis enregistrés sur la Wii. Un affichage simple indique également l'heure qu'il est (dans la vie réelle) et le nombre de Pokémon dans le ranch.

## Interactions avecPokémon Diamant et Perle
En début de partie, le ranch compte 6 Pokémon appartenant à Eulalie, la propriétaire. Chaque jour, Eulalie apportera un nouveau pokémon dans le ranch. Elle proposera également des "Avis de recherche" demandant au joueur de capturer sur sa DS un Pokémon qu'il n'a pas encore dans son Pokédex et de le transférer au ranch. Les avis de recherche indiquent également le lieu et la façon de capturer le pokémon recherché.
De temps en temps, Eulalie propose au joueur qui apporte un Pokémon recherché de l'échanger contre l'un de ceux qu'elle a elle-même apporté au ranch.
Cela permet, à certains niveaux du jeu, d'obtenir Mew et Phione, deux Pokémon Légendaires.
Enfin, plus le ranch se remplit de Pokémon, plus il s'agrandit.
Il est également possible de jouer à My Pokémon Ranch sans avoir de jeu Pokémon sur DS.

## Divers
- Le ranch peut accueillir jusqu'à 1000 Pokémon venant de 8 cartes DS différentes.
- Eulalie est une amie d'Amelle, qui s'occupe du Stockage de Pokémon de la région de Sinnoh.